# Conway Publishing
Conway Publishing, anciennement Conway Maritime Press, est une marque de Bloomsbury Publishing. Elle est surtout connue pour ses publications traitant de sujets nautiques.

## Histoire
Conway Maritime Press a été fondée en 1972 en tant qu’éditeur indépendant. À l’origine, il s’adressait à un lectorat spécialisé, publiant des revues trimestrielles telles que Model Shipwright et Warship, , qui allaient par la suite devenir les revues annuelles populaires qui existent encore aujourd’hui. Celles-ci, ainsi que la longue série Anatomy of the Ship, publiée en collaboration avec le Naval Institute Press aux États-Unis, sont devenus des piliers du catalogue Conway. Au cours de son histoire, Conway s’est constitué un vaste catalogue de livres spécialisés dans le patrimoine maritime, la conception et la construction navales et l’histoire militaire navale, rédigés par des personnalités faisant autorité telles que Brian Lavery, « l’un des meilleurs historiens navals de Grande-Bretagne, sinon du monde », selon le magazine BBC History. Nautical Magazine a écrit, à propos du Restoration Warship (Le navire de guerre de la Restauration) de Richard Endsor : « De la couverture poussiéreuse au livre et tout au long de celui-ci, c’est une publication magnifique avec une énorme quantité de détails. »

### Conway Publishing
En 2005, Anova Books a acheté Conway Maritime Press. À cette époque, l’éditeur a été rebaptisé Conway Publishing. Tout en continuant à produire des livres spécialisés dans le domaine maritime, Conway élargit son catalogue pour inclure l’histoire générale, militaire et de l’aviation, l’exploration, ainsi que le modélisme ferroviaire à l’échelle (avec Hornby et Airfix), entre autres sujets connexes.
Ces dernières années, Conway a connu le succès avec plusieurs séries télévisées dérivées. Conformément à la culture patrimoniale actuelle adoptée par des émissions de télévision telles que Who Do You Think You Are? de la BBC, et en coordination avec plusieurs anniversaires internationaux récents, Conway a publié une série de reproductions nostalgiques populaires de livres de poche de guerre allant des manuels d’officiers, du Spitfire à la Home Guard.
Conway a également produit les livres pour accompagner James May's Toy Stories et Empire of the Seas présenté par Dan Snow, tous deux diffusés sur la BBC. Ce dernier livre, écrit par Brian Lavery, devint deuxième dans la liste des best-sellers dressée par le Sunday Times. En avril 2010, Conway a obtenu les droits du livre de Bruce Parry Arctic adventure, qui fut diffusé sur BBC2 plus tard dans l’année.
En septembre 2014, Bloomsbury Publishing a racheté Conway à Anova pour rejoindre sa marque existante Adlard Coles Nautical. Depuis 2018, Warship est publié par la maison d’édition Osprey Publishing de Bloomsbury.